# مزرعة قدرت أباد (زهرا السفلى)
مزرعة قدرت أباد (بالإنجليزية: Mazraeh-ye Qodratabad)‏ هي مستوطنة تقع في إيران في Zahray-ye Pain Rural District.